# Pintor de la Fundición

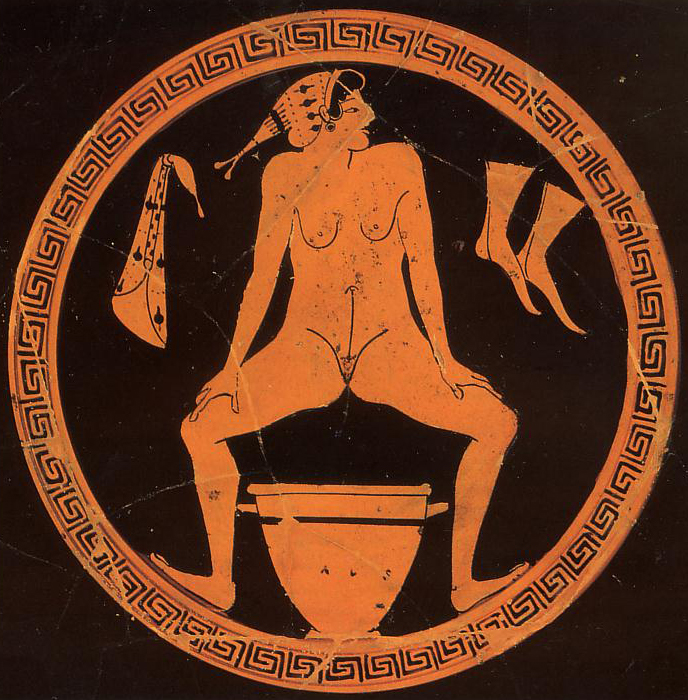
Hetera orinando en un esquifo, tondo] de un kílix del “estilo del Pintor de la Fundición”, c. 480 a. C. Berlín, Antikensammlung.

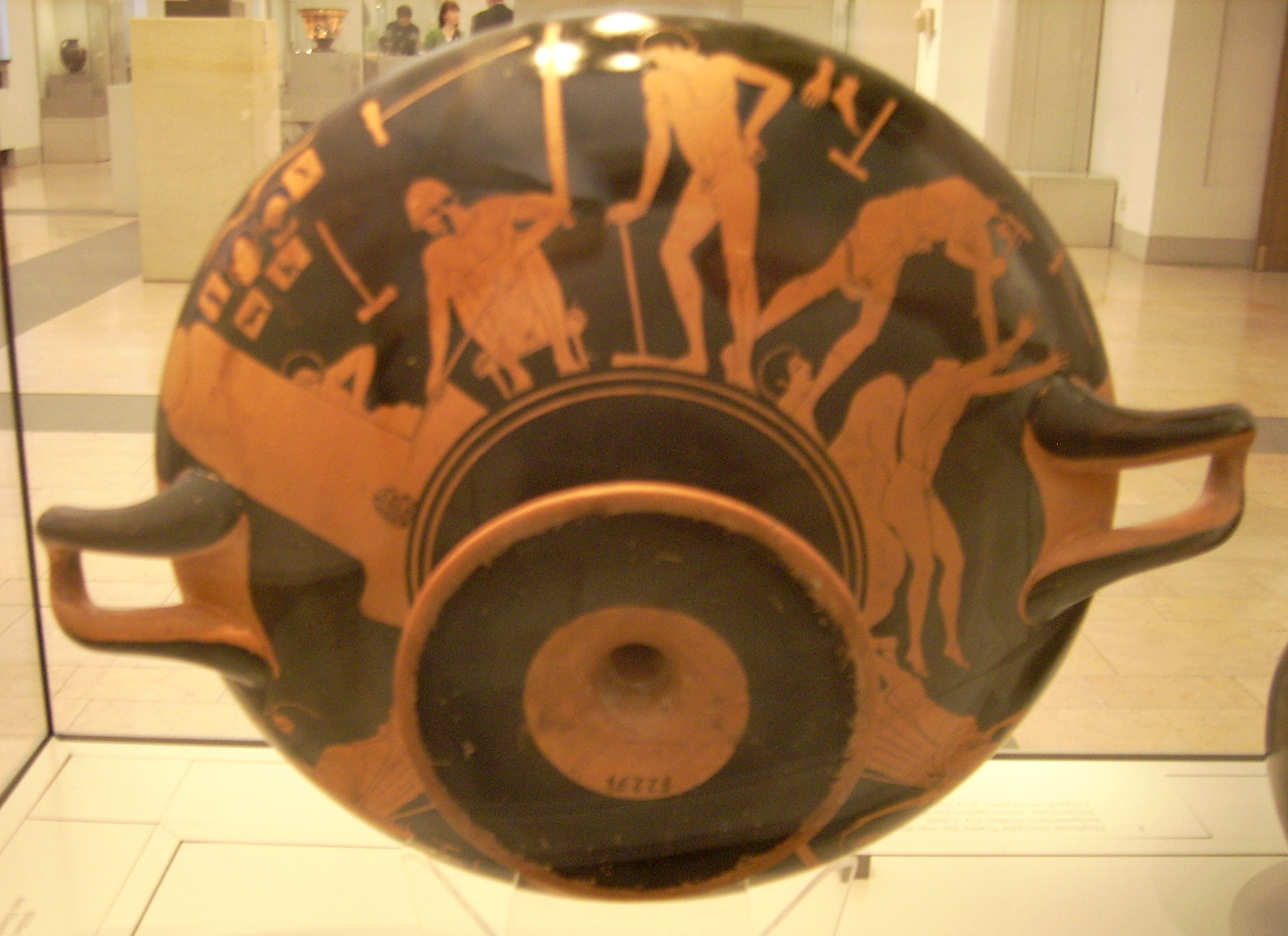
Su nombre convenido en la Copa de la Fundición de Berlín.

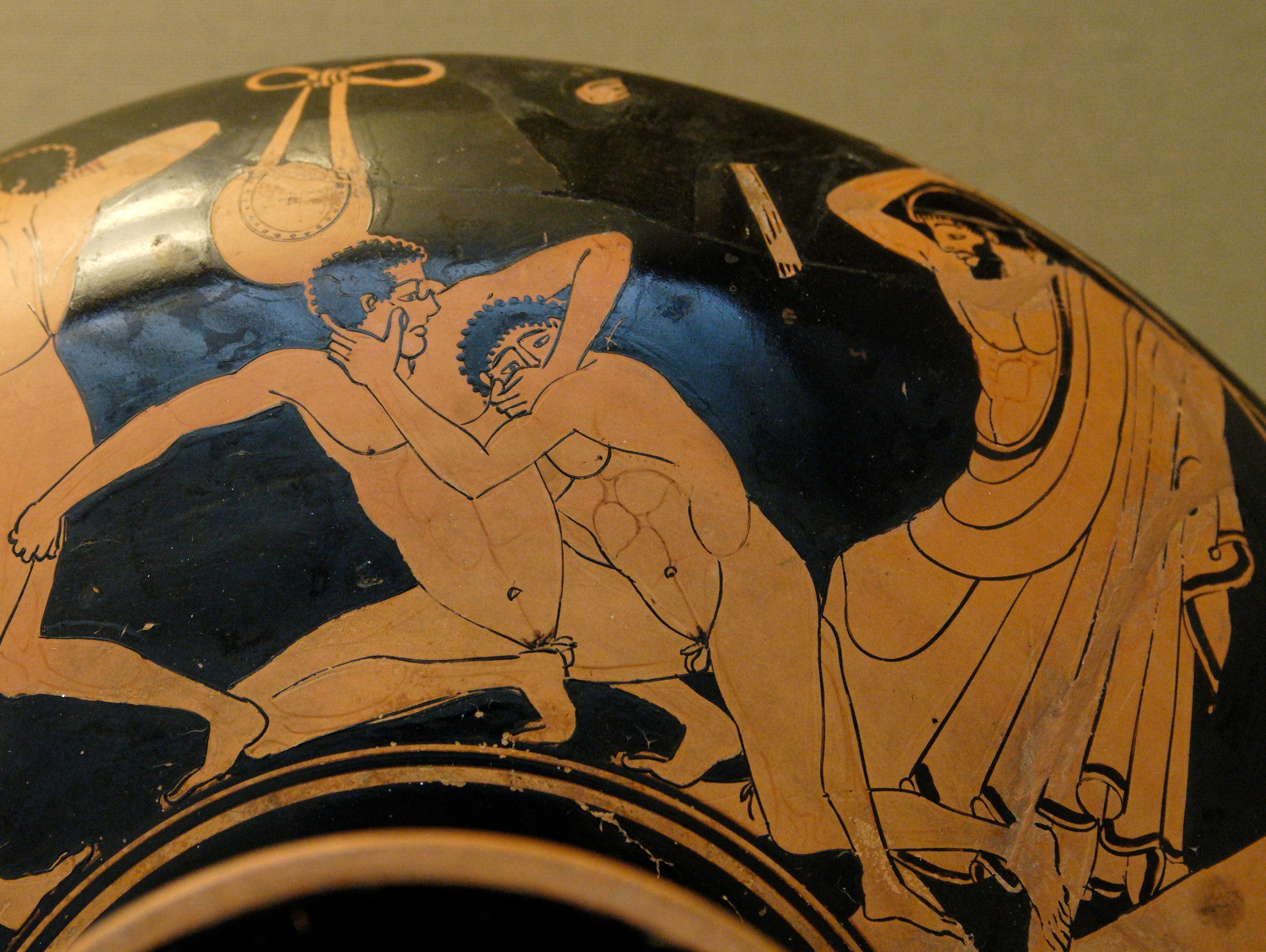
Luchadores de pancracio en un kilix, ca. 480 a. C. Londres, Museo Británico.

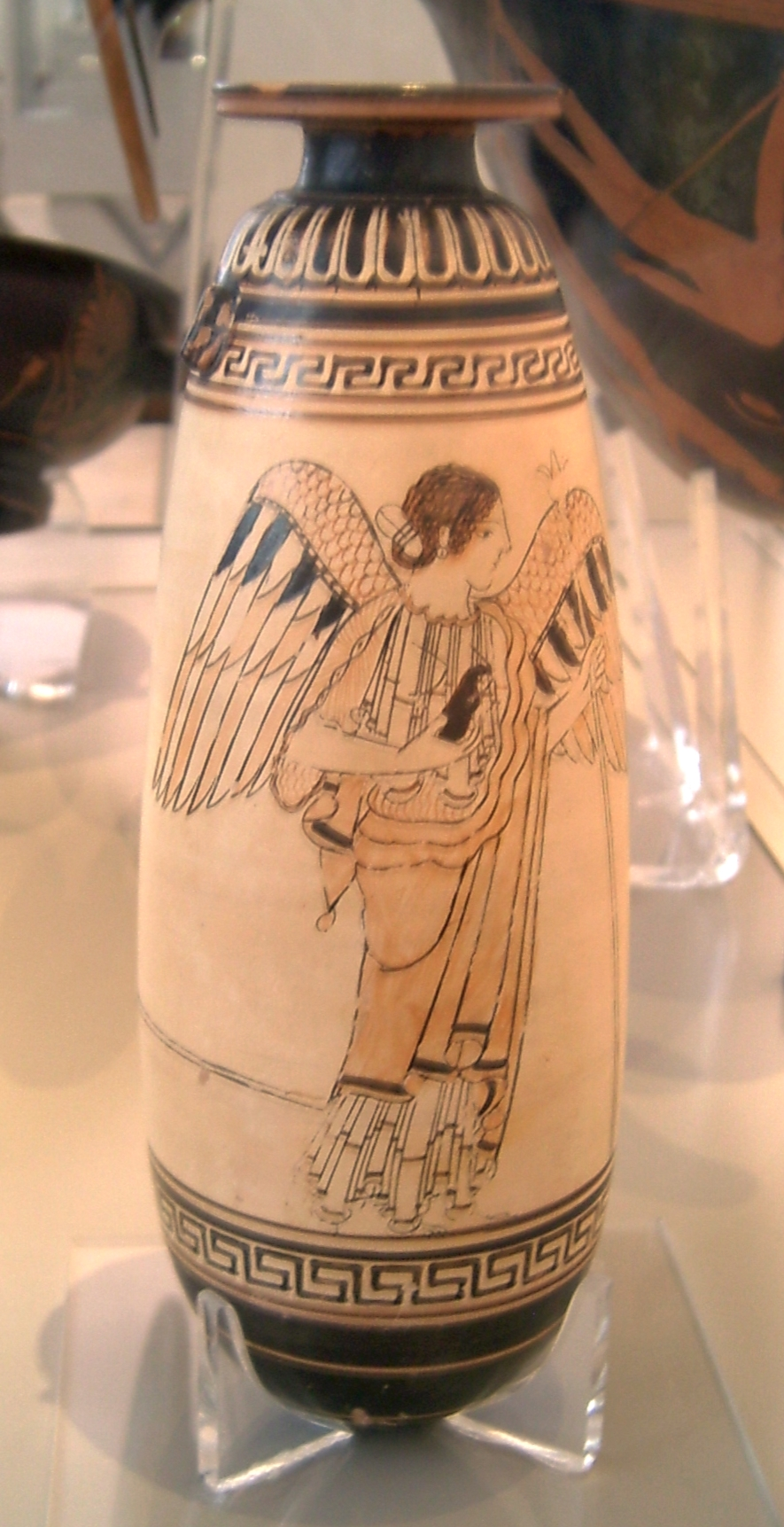
Niké y atleta en un alabastrón de fondo blanco, de la escuela del Pintor de la Fundición, ca. 480 a. C., hallado en Tanagra. Antikensammlung Berlin.

El Pintor de la Fundición (en alemán: Erzgießerei-Maler) fue un pintor ático de cerámica ática de figuras rojas de finales de la época arcaica. Su nombre real es desconocido; el nombre convenido deriva de su obra más famosa, la Copa de la Fundición de Berlín.
Junto con otros pintores de vasos notables, como el Pintor de Briseida o el Pintor de la Dokimasia, estuvo activo en el taller de uno de los más importantes pintores de vasos arcaicos tardíos de figuras rojas, el Pintor de Brygos, estuvo activo en el taller de este, uno de los pintores de vasos de figuras rojas más importantes del arcaico tardío y colaboró con Onésimo. Menos productivo, su estilo y variedad de temas son similares a los del Pintor de Brygos, quien parece haber ejercido una fuerte influencia en todos sus colaboradores. Sin embargo, el estilo del Pintor de la Fundición difiere. A diferencia de sus contemporáneos, sus figuras parecen más pesadas y sus rostros más esquemáticos. Sus figuras a veces se representan con humor. Incluyen figuras como amantes, hetairas regordetas y juerguistas. También representó el vello corporal y la musculatura, y experimentó con el sombreado. John Beazley considera sus obras poderosas, a veces incluso toscas. Sobre todo sus escenas de simposio están estrechamente relacionados con los del Pintor de Brygos, aunque añade su propia y característica perspectiva especialmente en los detalles. Muchas de sus escenas míticas se pueden describir como originales. Aun así, es especialmente importante debido a sus representaciones de la vida cotidiana y de la actividad artesanal. Por ejemplo, hay un vaso que representa a un escultor en el trabajo, vigilado por la diosa Atenea, exhibido en el Museo del olivo y del aceite de Torgiano.
Su obra más famosa es su vaso epónimo, el kílix del Antikensammlung Berlin, la llamada Copa de la Fundición de Berlín. El exterior muestra un taller de bronce, una de las escasas fuentes sobre la antigua producción de metal. Estuvo activo en el primer tercio del siglo V a C. Pintó principalmente copas para beber. Algunas de sus obras eran de la técnica de fondo blanco.